# Otto Jaekel
Otto Max Johannes Jaekel (né le 21 février 1863 à Neusalz, arrondissement de Freystadt-en-Basse-Silésie - mort le 6 mars 1929 à Beijing) est un géologue et paléontologue allemand.

## Biographie
Jaekel a étudié la géologie et la paléontologie à Legnica. Après sa graduation en 1883, il déménage à Breslau, où il étudie sous la direction de Ferdinand von Roemer jusqu'en 1885. Le 21 avril 1883, il renonce au Corps Lusatia Breslau (de). Il obtient son PhD de Karl Alfred von Zittel à Munich l'année suivante.
Entre 1887 et 1889, Jaekel assiste Ernst Wilhelm Benecke (de) au Geologisch-Paläontologisches Institut de Strasbourg. Au début des années 1890, il travaille à l'université Humboldt de Berlin et au Geologisch-Paläontologisches Museum (de) (1894).
En 1903, Jaekel transfère à l'université de Vienne. Entre 1906 et 1928, il est professeur à l'université de Greifswald. Il y fondera la  Société allemande de paléontologie (de) en 1912. Le Corps Guestfalia Greifswald lui décerne le ruban du Corps le 22 juillet 1922.
Après sa retraite de Greifswald, Otto Jaekel accepte un poste à l'université Sun Yat-sen de Canton (Chine) en 1928. Il meurt peu de temps après d'une courte et fulgurante maladie à l'hôpital allemand de Beijing. 

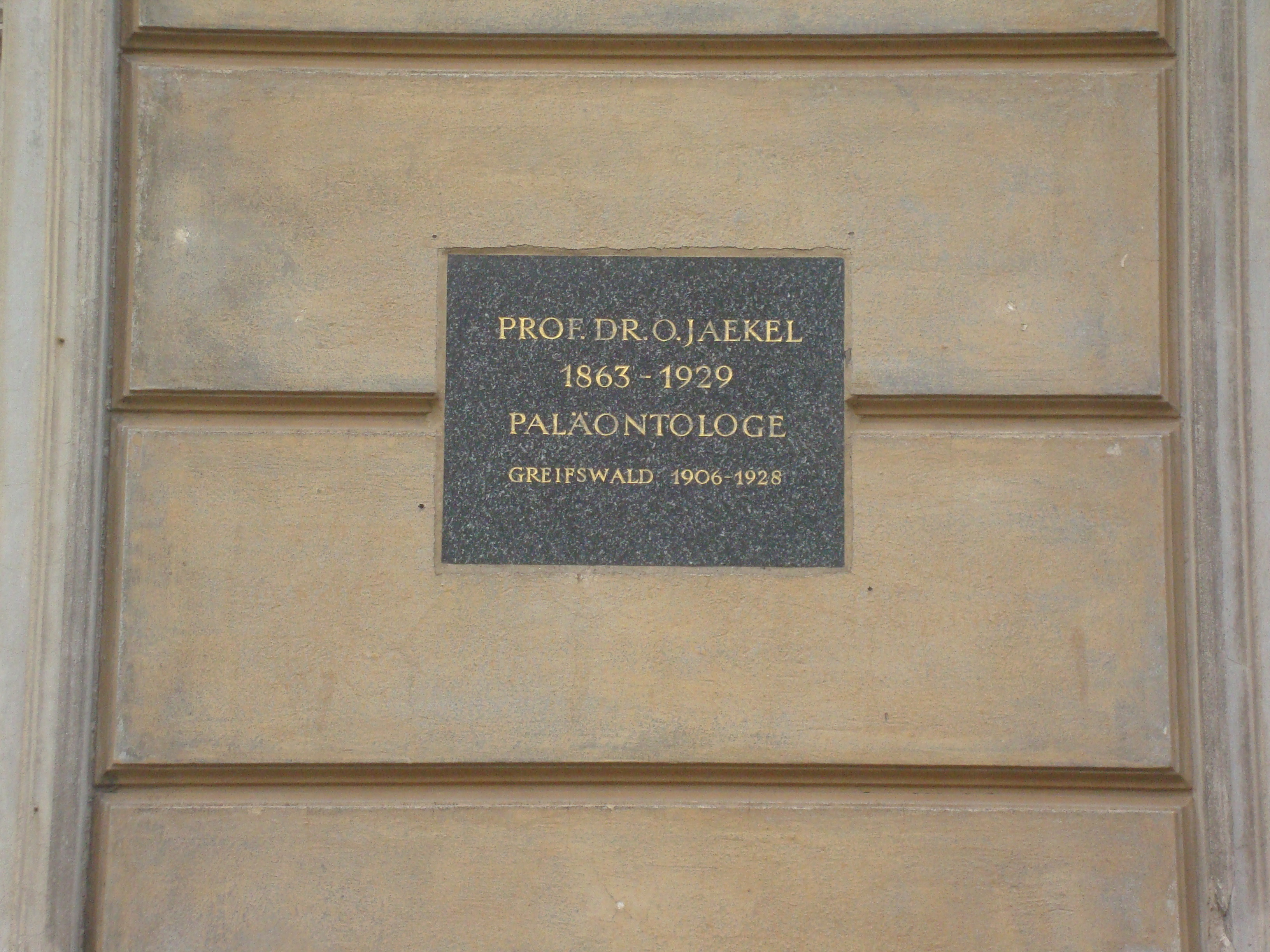
Plaque commémorative dédiée à Jaekel à Greifswald.

## Ouvrages
- Stammesgeschichte der Pelmatozoen. Berlin, Springer, 1899
  - Erster Band. Thecoidea und Cystoidea (1899)
- Die Wirbeltiere : eine Übersicht über die fossilen und lebenden Formen. Berlin: G. Borntraeger, 1911
- Die Morphogenie der ältesten Wirbeltiere. Berlin: G. Borntraeger, 1929